# Грабовский, Павел Ежи
Павел Ежи Грабовский (1759 — 4 ноября 1794, Варшава) — государственный и военный деятель Речи Посполитой, генерал-лейтенант (1794), генерал-инспектор литовской армии и староста волковысский (1784).

## Биография
Представитель польского дворянского рода Грабовских герба «Окша». Сын генерал-майора Яна Ежи Грабовского (ум. 1789) и Иоанны Грущинской (ок. 1730—1764). Оба родители были кальвинистами.
В 1771 году вместе с двоюродным братом Стефаном поступил в кадетский корпус в Варшаве, где учился до 1775 года. В 1781 году вступил в масонскую ложу «Добрый пастор». В 1784 году был назначен генералом-инспектором литовских войск и старостой волковысским. Служил офицером во французской армии, затем подпоручиком и полковником в 5-м полку литовской пехоты (1789). В 1789 году был награждён Орденом Святого Станислава.
В 1784 и 1788 годах Павел Грабовский был избран послом на сеймы от Волковысского повета. На заседаниях Четырёхлетнего сейма (1788—1792) высказывался за ускорение сбора войска, входя в депутацию по вопросам украинских бунтов. В 1791 году как диссидент высказывался о вопросе автономии православия и участвовал в Пинской конгрегации. Участник Общества Друзей Конституции 3 мая.
15 мая 1792 года Павел Ежи Грабовский предложил королю польскому и великому князю литовскому Станиславу Августу Понятовскому учредить медаль «Virtuti Militari». В 1792 году в чине генерала принял участие в русско-польской войне, командуя 3-м пехотным литовским полком. За заслуги во время военных действий был награждён медалью «Virtuti Militari».
В 1794 году Павел Ежи Грабовский принял активное участие в польском восстании под предводительством Тадеуша Костюшко. 16 мая того же года получил от Костюшко патент генерал-лейтенанта. Вначале командовал 5-м литовским полком в составе дивизий А. Хлевинского и К. Сераковского. 26 июня принял участие в битве с русскими под Солами. До 30 июня его подразделение входило в состав корпуса генерал-лейтенанта Антония Хлевинского, позднее вместе с Хлевинским входил в состав дивизии Кароля Сераковского. 5 августа Павел Ежи Грабовский был назначен командиром отдельной литовской дивизии в Полесье. В начале августа 1794 года временно руководил обороной Вильно, а после подавления восстания в ВКЛ с остатками литовских войск отступил в окрестности Бельска. Затем командовал дивизией в составе корпуса Станислава Мокроновского, отступающего под Варшаву.
Павел Ежи Грабовский, вероятно, погиб 4 ноября 1794 года во время обороны предместья Варшавы — Праги, но по информации польского короля Станислава Августа Понятовского, 8 марта 1795 года он принес присягу на верность русскому генералу Николаю Репнину.
От брака с Людвикой Тизенгауз не оставил потомства.